# Myosotis lithuanica
Myosotis lithuanica är en strävbladig växtart som först beskrevs av Johannes Theodor Schmalhausen, och fick sitt nu gällande namn av Bess. och Dariya Nikitichna Dobroczajeva. Myosotis lithuanica ingår i släktet förgätmigejer, och familjen strävbladiga växter. Inga underarter finns listade i Catalogue of Life.